# Dorjana Širola
Dorjana Širola (Rijeka, 9. lipnja 1972.), hrvatska kvizašica, jezikoslovka i anglistkinja. Bila je najviše plasirana žena na Svjetskom kvizaškom prvenstvu od 2005. do 2011. godine, kao i od 2013. do 2018. godine, uz ukupno sedam plasmana među dvadeset najboljih.

## Životopis
Rođena u Rijeci. Diplomirala opću lingvistiku i engleski jezik i književnost na Filozofskom fakultetu u Zagrebu, magistrirala lingvistiku na Cambridgeu i doktorirala opću lingvistiku na Oxfordu. Bila je zaposlena kao predavačica na Filozofskom fakultetu u Rijeci.

## Kvizaška natjecanja
Pobjednica je BBC University Challenge (UC) kviza 2002. kao članica tima Sveučilišta u Oxfordu, Somerville College. Pobjednica je kviza University Challenge: The Professionals (UCP) 2006. kao članica tima Bodleian Library. Jedina je osoba koja je osvojila University Challenge i University Challenge: The Professionals. Jedina je osoba koja je osvojila University Challenge kao članica dva različita tima.
Na Europskom kvizaškom prvenstvu osvojila je zlatnu nagradu 2017., srebro 2011., 2012., i 2018., broncu 2014. i 2015. kao dio kluba "Europalia" (članovi Derk de Graaf, Thomas Kolåsæter i Holger Waldenberger). Od 2015. kapetanica je hrvatske kvizaške reprezentacije.

## Vanjske poveznice
- Tko je tko u hrvatskoj znanosti
- Worldcat
- Hrvatski kviz savez